# Eleições legislativas portuguesas de 1979 no distrito de Setúbal
| Eleições legislativas portuguesas de 1979 Distritos: Aveiro \| Beja \| Braga \| Bragança \| Castelo Branco \| Coimbra \| Évora \| Faro \| Guarda \| Leiria \| Lisboa \| Portalegre \| Porto \| Santarém \| Setúbal \| Viana do Castelo \| Vila Real \| Viseu \| Açores \| Madeira \| Estrangeiro |

## Resultados por Concelho
Os resultados nos concelhos do Distrito de Setúbal foram os seguintes:

### Alcácer do Sal
| Partido                 | Partido                           | Votos  | %               | +/-   |
| ----------------------- | --------------------------------- | ------ | --------------- | ----- |
|                         | Aliança Povo Unido                | 6 287  | 54,99 / 100,00  | 8,22  |
|                         | Partido Socialista                | 2 207  | 19,31 / 100,00  | 10,43 |
|                         | Aliança Democrática               | 1 807  | 15,81 / 100,00  | 5,77  |
|                         | União Democrática Popular         | 300    | 2,62 / 100,00   | 0,62  |
|                         | Partido Socialista Revolucionário | 134    | 1,17 / 100,00   | 0,36  |
|                         | Outros                            | 354    | 3,10 / 100,00   |       |
| Votos Inválidos         | Votos Inválidos                   | 343    | 3,00 / 100,00   | 1,87  |
| Total                   | Total                             | 11 432 | 100,00 / 100,00 |       |
| Eleitorado/Participação | Eleitorado/Participação           | 12 843 | 89,01 / 100,00  | 1,60  |

### Alcochete
| Partido                 | Partido                   | Votos | %               | +/-  |
| ----------------------- | ------------------------- | ----- | --------------- | ---- |
|                         | Aliança Povo Unido        | 3 362 | 48,23 / 100,00  | 2,76 |
|                         | Partido Socialista        | 1 665 | 23,88 / 100,00  | 7,73 |
|                         | Aliança Democrática       | 1 299 | 18,63 / 100,00  | 8,68 |
|                         | União Democrática Popular | 300   | 4,30 / 100,00   | 2,23 |
|                         | Outros                    | 213   | 3,06 / 100,00   |      |
| Votos Inválidos         | Votos Inválidos           | 132   | 1,90 / 100,00   | 4,18 |
| Total                   | Total                     | 6 971 | 100,00 / 100,00 |      |
| Eleitorado/Participação | Eleitorado/Participação   | 7 859 | 88,70 / 100,00  | 1,69 |

### Almada
| Partido                 | Partido                   | Votos   | %               | +/-   |
| ----------------------- | ------------------------- | ------- | --------------- | ----- |
|                         | Aliança Povo Unido        | 39 052  | 41,54 / 100,00  | 3,08  |
|                         | Aliança Democrática       | 23 900  | 25,42 / 100,00  | 9,88  |
|                         | Partido Socialista        | 21 982  | 23,38 / 100,00  | 12,20 |
|                         | União Democrática Popular | 4 133   | 4,40 / 100,00   | 1,15  |
|                         | UEDS                      | 944     | 1,00 / 100,00   | Novo  |
|                         | Outros                    | 2 074   | 2,20 / 100,00   |       |
| Votos Inválidos         | Votos Inválidos           | 1 927   | 2,05 / 100,00   | 1,22  |
| Total                   | Total                     | 94 012  | 100,00 / 100,00 |       |
| Eleitorado/Participação | Eleitorado/Participação   | 106 649 | 88,15 / 100,00  | 5,18  |

### Barreiro
| Partido                 | Partido                   | Votos  | %               | +/-  |
| ----------------------- | ------------------------- | ------ | --------------- | ---- |
|                         | Aliança Povo Unido        | 31 414 | 57,54 / 100,00  | 0,29 |
|                         | Partido Socialista        | 10 173 | 18,63 / 100,00  | 7,13 |
|                         | Aliança Democrática       | 8 391  | 15,37 / 100,00  | 7,17 |
|                         | União Democrática Popular | 2 282  | 4,18 / 100,00   | 1,21 |
|                         | Outros                    | 1 435  | 2,63 / 100,00   |      |
| Votos Inválidos         | Votos Inválidos           | 900    | 1,65 / 100,00   | 0,87 |
| Total                   | Total                     | 54 595 | 100,00 / 100,00 |      |
| Eleitorado/Participação | Eleitorado/Participação   | 60 663 | 90,00 / 100,00  | 3,68 |

### Grândola
| Partido                 | Partido                   | Votos  | %               | +/-  |
| ----------------------- | ------------------------- | ------ | --------------- | ---- |
|                         | Aliança Povo Unido        | 6 371  | 54,12 / 100,00  | 3,18 |
|                         | Aliança Democrática       | 2 599  | 22,08 / 100,00  | 7,20 |
|                         | Partido Socialista        | 1 937  | 16,45 / 100,00  | 7,41 |
|                         | União Democrática Popular | 261    | 2,22 / 100,00   | 0,10 |
|                         | Outros                    | 383    | 3,26 / 100,00   |      |
| Votos Inválidos         | Votos Inválidos           | 222    | 1,89 / 100,00   | 1,89 |
| Total                   | Total                     | 11 773 | 100,00 / 100,00 |      |
| Eleitorado/Participação | Eleitorado/Participação   | 13 219 | 89,06 / 100,00  | 2,38 |

### Moita
| Partido                 | Partido                   | Votos  | %               | +/-  |
| ----------------------- | ------------------------- | ------ | --------------- | ---- |
|                         | Aliança Povo Unido        | 18 174 | 61,15 / 100,00  | 0,69 |
|                         | Partido Socialista        | 4 262  | 14,34 / 100,00  | 4,78 |
|                         | Aliança Democrática       | 3 670  | 12,35 / 100,00  | 5,68 |
|                         | União Democrática Popular | 2 187  | 7,36 / 100,00   | 1,29 |
|                         | PCTP/MRPP                 | 302    | 1,02 / 100,00   | 0,12 |
|                         | Outros                    | 564    | 1,90 / 100,00   |      |
| Votos Inválidos         | Votos Inválidos           | 562    | 1,89 / 100,00   | 0,82 |
| Total                   | Total                     | 29 721 | 100,00 / 100,00 |      |
| Eleitorado/Participação | Eleitorado/Participação   | 33 365 | 89,08 / 100,00  | 0,67 |

### Montijo
| Partido                 | Partido                   | Votos  | %               | +/-   |
| ----------------------- | ------------------------- | ------ | --------------- | ----- |
|                         | Aliança Povo Unido        | 9 695  | 41,25 / 100,00  | 2,55  |
|                         | Aliança Democrática       | 5 989  | 25,48 / 100,00  | 10,08 |
|                         | Partido Socialista        | 5 640  | 24,00 / 100,00  | 10,55 |
|                         | União Democrática Popular | 760    | 3,23 / 100,00   | 1,02  |
|                         | PCTP/MRPP                 | 298    | 1,27 / 100,00   | 0,60  |
|                         | Outros                    | 615    | 2,62 / 100,00   |       |
| Votos Inválidos         | Votos Inválidos           | 505    | 2,15 / 100,00   | 1,44  |
| Total                   | Total                     | 23 502 | 100,00 / 100,00 |       |
| Eleitorado/Participação | Eleitorado/Participação   | 26 942 | 87,23 / 100,00  | 4,79  |

### Palmela
| Partido                 | Partido                   | Votos  | %               | +/-   |
| ----------------------- | ------------------------- | ------ | --------------- | ----- |
|                         | Aliança Povo Unido        | 10 062 | 43,36 / 100,00  | 6,72  |
|                         | Partido Socialista        | 5 849  | 25,20 / 100,00  | 13,15 |
|                         | Aliança Democrática       | 5 155  | 22,21 / 100,00  | 8,51  |
|                         | União Democrática Popular | 611    | 2,63 / 100,00   | 0,75  |
|                         | Outros                    | 873    | 3,76 / 100,00   |       |
| Votos Inválidos         | Votos Inválidos           | 658    | 2,83 / 100,00   | 2,47  |
| Total                   | Total                     | 23 208 | 100,00 / 100,00 |       |
| Eleitorado/Participação | Eleitorado/Participação   | 26 956 | 86,10 / 100,00  | 3,59  |

### Santiago do Cacém
| Partido                 | Partido                   | Votos  | %               | +/-   |
| ----------------------- | ------------------------- | ------ | --------------- | ----- |
|                         | Aliança Povo Unido        | 9 382  | 48,47 / 100,00  | 3,84  |
|                         | Aliança Democrática       | 4 796  | 24,78 / 100,00  | 11,09 |
|                         | Partido Socialista        | 3 616  | 18,68 / 100,00  | 12,76 |
|                         | União Democrática Popular | 322    | 1,66 / 100,00   | 0,43  |
|                         | Outros                    | 712    | 3,68 / 100,00   |       |
| Votos Inválidos         | Votos Inválidos           | 528    | 2,73 / 100,00   | 2,24  |
| Total                   | Total                     | 19 356 | 100,00 / 100,00 |       |
| Eleitorado/Participação | Eleitorado/Participação   | 21 847 | 88,60 / 100,00  | 1,42  |

### Seixal
| Partido                 | Partido                   | Votos  | %               | +/-   |
| ----------------------- | ------------------------- | ------ | --------------- | ----- |
|                         | Aliança Povo Unido        | 21 720 | 47,21 / 100,00  | 0,54  |
|                         | Aliança Democrática       | 10 655 | 23,16 / 100,00  | 11,72 |
|                         | Partido Socialista        | 9 666  | 21,01 / 100,00  | 10,61 |
|                         | União Democrática Popular | 1 606  | 3,49 / 100,00   | 1,23  |
|                         | Outros                    | 1 481  | 3,22 / 100,00   |       |
| Votos Inválidos         | Votos Inválidos           | 884    | 1,92 / 100,00   | 0,68  |
| Total                   | Total                     | 46 012 | 100,00 / 100,00 |       |
| Eleitorado/Participação | Eleitorado/Participação   | 52 179 | 88,18 / 100,00  | 2,61  |

### Sesimbra
| Partido                 | Partido                           | Votos  | %               | +/-   |
| ----------------------- | --------------------------------- | ------ | --------------- | ----- |
|                         | Aliança Povo Unido                | 6 025  | 41,68 / 100,00  | 7,92  |
|                         | Aliança Democrática               | 3 459  | 23,93 / 100,00  | 8,61  |
|                         | Partido Socialista                | 3 278  | 22,68 / 100,00  | 15,89 |
|                         | União Democrática Popular         | 354    | 2,45 / 100,00   | 0,58  |
|                         | UEDS                              | 280    | 1,94            | Novo  |
|                         | PCTP/MRPP                         | 162    | 1,12 / 100,00   | 0,17  |
|                         | Partido Socialista Revolucionário | 161    | 1,11 / 100,00   | 0,43  |
|                         | Outros                            | 272    | 1,89 / 100,00   |       |
| Votos Inválidos         | Votos Inválidos                   | 465    | 3,22 / 100,00   | 0,27  |
| Total                   | Total                             | 14 456 | 100,00 / 100,00 |       |
| Eleitorado/Participação | Eleitorado/Participação           | 16 456 | 87,85 / 100,00  | 2,10  |

### Setúbal
| Partido                 | Partido                   | Votos  | %               | +/-   |
| ----------------------- | ------------------------- | ------ | --------------- | ----- |
|                         | Aliança Povo Unido        | 24 134 | 39,37 / 100,00  | 3,76  |
|                         | Aliança Democrática       | 16 569 | 27,03 / 100,00  | 10,21 |
|                         | Partido Socialista        | 14 534 | 23,71 / 100,00  | 13,84 |
|                         | União Democrática Popular | 2 664  | 4,35 / 100,00   | 2,14  |
|                         | Outros                    | 2 048  | 3,35 / 100,00   |       |
| Votos Inválidos         | Votos Inválidos           | 1 352  | 2,20 / 100,00   | 1,66  |
| Total                   | Total                     | 61 301 | 100,00 / 100,00 |       |
| Eleitorado/Participação | Eleitorado/Participação   | 69 114 | 88,70 / 100,00  | 3,22  |

### Sines
| Partido                 | Partido                   | Votos | %               | +/-   |
| ----------------------- | ------------------------- | ----- | --------------- | ----- |
|                         | Aliança Povo Unido        | 3 725 | 51,97 / 100,00  | 0,85  |
|                         | Aliança Democrática       | 1 629 | 22,73 / 100,00  | 11,97 |
|                         | Partido Socialista        | 1 277 | 17,82 / 100,00  | 10,13 |
|                         | União Democrática Popular | 178   | 2,48 / 100,00   | 0,45  |
|                         | Outros                    | 218   | 3,03 / 100,00   |       |
| Votos Inválidos         | Votos Inválidos           | 140   | 1,96 / 100,00   | 2,02  |
| Total                   | Total                     | 7 167 | 100,00 / 100,00 |       |
| Eleitorado/Participação | Eleitorado/Participação   | 8 419 | 85,13 / 100,00  | 0,52  |